# Billère Handball
Il Billère Handball è una squadra di pallamano maschile francese con sede a Billère.

Il club è stato fondato nel 1949 ed attualmente milita in Division 2 del campionato francese.

Disputa le proprie gare interne presso lo Sporting d'Este di Billère il quale ha una capienza di 1.500 spettatori.